# François Rude
François Rude (4 tháng 1 năm 1784 - 3 tháng 11 năm 1855) là một nhà điêu khắc người Pháp thế kỷ 19, một đại diện cho giai đoạn chuyển tiếp giữa trường phái tân cổ điển và chủ nghĩa lãng mạn. François Rude từng là sinh viên trường Mỹ thuật Paris và đoạt giải Khôi nguyên La Mã.